# District de Chư Păh
Chư Păh est un district rural de la province de Gia Lai, dans les montagnes centrales du Viêt Nam

## Géographie
Le district couvre une superficie de 981 km2.
La capitale du district se trouve à Phú Hòa. 